# 체코 슬로바키아 연방공화국
체코 슬로바키아 연방공화국(체코어: Česká a Slovenská Federativní Republika, 슬로바키아어: Česká a Slovenská Federatívna Republika, ČSFR, 문화어: 체스꼬 및 슬로벤스꼬 련방공화국)은 1990년 3월 23일부터 1992년 12월 31일까지 존재했던 체코슬로바키아의 정체이다. 체코 공화국과 슬로바키아 공화국으로 분리되면서 해체되었다.